# Hypercam
Een hypercam is een computerprogramma dat een filmbestand maakt (meestal in AVI-codering, om CPU activiteit te besparen) van alle video (en eventueel audio) die de computer produceert. Dit kan een onderdeel zijn van een groter programma (dat men aan en uit kan zetten) of een applicatie op zich. 
Hypercams worden gebruikt voor het maken van filmpjes voor commerciële doeleinden (denk aan een bedrijf dat een filmpje maakt dat demonstreert hoe zijn/haar software gebruikt moet worden) of particulieren (denk aan mensen die een filmpje maken over hoe geweldig hun linerider wel niet is).
Een hypercam is niet bedoeld om re-records te maken (het opnieuw opnemen van auteursrechtelijk beschermd materiaal) te maken, maar dat wordt in de praktijk wel vaak gedaan. De kopieën komen dan terecht op sites als YouTube.

## Oorsprong
Het woord hypercam was ooit een merknaam van Hyperionics, die een programma maakten waarmee de output naar het scherm en de speakers kon worden opgenomen. Het betekent nu wat het programma toen deed, alleen is het een verzamelnaam voor dat soort programma's geworden, en weet eigenlijk niemand wat een screen recorder is.